# Coccinelle (bande dessinée)
Pour les articles homonymes, voir Coccinelle (homonymie).
Coccinelle est une série de bande dessinée franco-belge humoristique, créée en  1956 par Noël Bissot, dont le héros est Coccinelle, un trappeur canadien. La série se compose de sept histoires courtes, dont deux ont été scénarisées par René Goscinny.

## Naissance de la série
René Goscinny est embauché en 1956 par André Fernez, rédacteur en chef du Journal de Tintin, pour y écrire des scénarios de bande dessinée. Dans les premiers temps, Goscinny doit écrire les textes des dessins animés en Tintincolor en collaboration avec plusieurs dessinateurs : Jo Angenot, Albert Weinberg, Tibet et Noël Bissot.
C'est avec ce dernier dessinateur que Goscinny écrira en 1957 deux histoires de Coccinelle.

## Synopsis
La série raconte l'histoire d'un trappeur, Coccinelle, vivant des mésaventures avec les Indiens et animaux d'Amérique du Nord.

## Histoires
La série comporte sept histoires différentes :
Textes et dessins de Bissot :
- Coccinelle le trappeur
- Opération ciseaux
- Coccinelle et le petit bison
- Coccinelle et Toto
- Coccinelle et les pommes

Textes de Goscinny et dessins de Bissot :
- Coccinelle et les Nez-Tordus
  - Synopsis : Le trappeur Coccinelle vient de terminer de bâtir sa cabane en bois. Pour couronner la décoration, il ne lui manque plus qu'un trophée, en l'occurrence une coiffure de plumes appartenant à un Peau rouge. Au même moment, un Peau-Rouge vient de terminer de planter son nouveau tipi et pense lui aussi qu'un trophée serait le bienvenu, mais il s'agit ici d'un bonnet de fourrure porté par un trappeur. Les deux hommes prennent donc leurs armes pour partir en expédition l'un contre l'autre, le chef indien étant accompagné par ses hommes et par un sioux. Ils arrivent dans leurs habitations respectives mais ne trouvent personne car ils ne se sont pas croisés. Les indiens dissimulent donc un piège dans le sol, tandis que de son côté Coccinelle attache un filet entre deux arbres. Arrive alors Tout en corne, un élan qui se balade dans la forêt. Il tombe dans le piège des indiens mais réussit à en sortir et à effrayer ses chasseurs. Il se prend ensuite les bois dans le filet de Coccinelle qui, à son tour, se fait poursuivre par l'élan. Finalement, le trappeur et les indiens se dissimulent en haut du même arbre. Au lieu de se combattre mutuellement, ils décident de s'échanger leurs coiffures respectives.
- Coccinelle et le voleur de noix
  - Synopsis :  Coccinelle est en admiration devant son noyer, qu'il trouve magnifique. Il envisage de cueillir des noix le lendemain matin. Lorsqu'il grimpe dans l'arbre le lendemain, il s'aperçoit que toutes les noix ont disparu. Partant à la recherche du voleur, il découvre un petit indien nommé Grosse Plume en train de manger une tartine de fraises des bois et est persuadé que c'est le coupable. Se lançant à sa poursuite, Coccinelle tombe nez à nez avec le père de Grosse Plume, le chef de la tribu des Pieds Tendres. Ce dernier décide de lancer ses hommes à sa poursuite pour le punir de vouloir faire du mal à son fils. Après avoir été découvert derrière un arbre, Coccinelle se réfugie dans une grotte. Les indiens y entrent pour en sortir aussitôt, suivis de Coccinelle, une famille d'ours vivant à l'intérieur. S'ensuit une bagarre entre Coccinelle et les indiens, à l'issue de laquelle le trappeur s'aperçoit que Grosse Plume est innocent. Il n'arrivera pas à trouver le coupable, qui n'est autre que l'écureuil vivant dans le tronc du noyer...

Ces deux dernières histoires sont dessinées en Tintincolor.

## Personnages
- Coccinelle, trappeur et héros de la série ;
- Tout en corne, élan
- Grosse Plume, jeune indien de la tribu des Pieds Tendres.

## Publications
- Journal de Tintin (édition belge), 1956 et 1957.
- Les Archives Goscinny, Tome I, Vents d'Ouest, 1998.

## Sources
- Les Archives Goscinny, Tome I, Vents d'Ouest, 1998.
- Aymer Chatenet (dir.), Olivier Andrieu et al., Le dictionnaire Goscinny, France, JC Lattès, 2003, 1247 p. (ISBN 978-2-7096-2313-1, OCLC 54965020).
- « "Coccinelle" dans le journal Tintin édition belge », sur bdoubliees.com (consulté le 25 décembre 2015)